# Tommy Torres
Tomás Torres Carrasquillo (San Juan, 25 de noviembre de 1971), más conocido por su nombre artístico Tommy Torres, es un cantautor y músico puertorriqueño. En el año 2007 estuvo considerado como el "Mejor productor del Hot Latin Tracks" por la revista Billboard y "Compositor del Año" en los Premios de Música Latina otorgados por la ASCAP (American Society of Composers, Authors, and Publishers) en el 2010.

## Biografía
Tommy Torres comenzó en la música desde temprana edad. Aprendió a tocar violín, piano y guitarra. Cursó sus estudios universitarios en Berklee College of Music en Boston, (Estados Unidos), donde realizó estudios en arreglos e ingeniería de sonido. Se graduó en Guaynabo, Puerto Rico del colegio Rosa-Bell.
Su entrada al mundo artístico fue fácil, comenzó a trabajar como asistente de ingeniero musical en Nueva York, donde estuvo presente en sesiones de grabación de cantantes de la talla de Michael Jackson, Mariah Carey, Jennifer Lopez, Michael Bolton, entre otros. En 1998 decide mudarse a Miami donde continúa haciendo sus trabajos.
Ha compuesto canciones y trabajado para artistas como Ricky Martin, MDO, Ricardo Arjona, Johanna Rezzio, Paulina Rubio, Jaci Velásquez, entre muchos otros. Uno de sus éxitos más recientes es su composición Tu Recuerdo la cual es interpretada por su compatriota Ricky Martin junto a Mari del grupo Chambao y por él mismo. Dicha canción se ha convertido en un éxito a nivel mundial y ha sido nominada para varios premios incluyendo los prestigiosos Latin Grammy Awards.
En 2003, participa junto a Tommy Rayito y Julieta Venegas en un especial de Latinoamérica, en donde junto a Julieta, interpreta la canción "Arbolito De Navidad".
A la par con su trabajo como productor, arreglista y compositor, Tommy se ha destacado como un excelente cantante. El 19 de junio de 2001 bajo el sello Sony Discos lanza su primera producción discográfica de la cual se desprende el éxito Cómo olvidar.
En octubre de 2004, lanza su segunda producción discográfica titulada Estar De Moda No Está De Moda. Su primer sencillo en promoción De Rodillas se convirtió en un éxito no solo en su patria: Puerto Rico si no que también fue un éxito en muchos países de Latinoamérica.
Tommy también estuvo en Milán, Italia produciendo el tema No Estamos Solos de Eros Ramazzotti y Ricky Martin.
La revista especializada Billboard lo seleccionó como Productor del Año 2007.
A principios de febrero de 2008, Tommy terminó de grabar su álbum, titulado "Tarde O Temprano" y pautado para salir a la venta el 1 de abril de 2008. El primer sencillo, "Pegadito", comenzó a difundirse en las estaciones de radio desde mediados de febrero, alcanzando en mayo de ese año, la cuarta ubicación del Billboard Hot Latin Tracks. El tema "Pegadito" también forma parte de la banda sonora de la telenovela mexicana de Televisa En nombre del amor protagonizada por Victoria Ruffo, Allisson Lozz, Sebastián Zurita, Leticia Calderón, Arturo Peniche, Altaír Jarabo donde aparece como el tema de amor de "Camila" y "Rafael" (Laura Flores y Alfredo Adame). Dicho disco incluye el tema "El Trabajito" el cual contiene unas estrofas de una plena muy conocida en su isla y además tiene como artista invitado al cantante de Reggaeton Tego Calderón.
Recientemente le fue notificado que su canción Tu Recuerdo ha sido seleccionada como la Canción del Año Pop Balada del año 2007 en los Latin Music Awards de ASCAP (American Society of Composers, Authors, and Publishers) además su otra canción Pegate también interpretada por Ricky Martin se colocó entre las favoritas e igualmente será honrada.
En palabras de Tommy "En la música, el protagonista debe ser la canción, no el nombre o la imagen del artista. Cuando he hecho alguna canción de la que me sienta muy orgulloso, me gusta pensar que si no la escribía yo la hubiera escrito alguien más. Lo que trasciende son las canciones, no tanto quien las hizo. La fama no debe ser la meta, sino el resultado de que lo que haces conecta con la gente, eso es lo que hay que buscar".
Estuvo a cargo de la producción del disco "Paraíso express" de Alejandro Sanz que salió a la venta en otoño de 2009.
Su cuarto álbum de estudio, titulado 12 Historias, contó con la participación de Ricardo Arjona, Nelly Furtado, Alejandro Sanz y Juanes como artistas invitados. Se publicó el 2 de octubre de 2012. "Querido Tommy", "11:11" y "Mientras Tanto" fueron sus primeros singles promocionales.
En febrero de 2014, participó como jurado del Festival Internacional de la Canción de Viña del Mar
En 2015, participó colaborando en el nuevo álbum de Jesse & Joy, Un besito más, en la canción "3 A.M."

## Familia
Sus padres son el Sr. Tomás Torres y la Sra. Rita Carrasquillo, tiene dos hermanas menores llamadas Laura y Rita Mariel.
Tommy está casado con la actriz puertorriqueña Karla Monroig con la que concibió a su primogénita Amanda Zoe, nacida el 27 de julio de 2012. Anunciaron su separación a principios de febrero del 2018. En ese mismo año, dieron marcha atrás con la idea del proceso de divorcio y se reconciliaron.

## Discografía
- 2001: Tommy Torres
- 2004: Estar de moda no está de moda
- 2008: Tarde o temprano
- 2012: 12 Historias
- 2021: El Playlist de Anoche [5]

### Álbumes en vivo y Reediciones
- 2013: 12 Historias en vivo

### Sencillos
- 2006: Tu Recuerdo (feat. Ricky Martin y La Mari)
- 2008: Pegadito
- 2008: Tarde o temprano
- 2008: Imparable (feat. Jesse & Joy)
- 2015: Ven (feat. Gaby Moreno)
- 2016: Lo que siento por ti
- 2016: Tu y yo (feat. Daddy Yankee)
- 2017: 3 A.M. (feat. Jesse & Joy)
- 2017: Perderme en ti
- 2018: Y, ¿Si Fuera Ella? (feat. Pablo Alborán, David Bisbal, Antonio Carmona, Manuel Carrasco, Jesse & Joy, Juanes, Pablo López, Malú, Vanesa Martin, India Martínez, Antonio Orozco, Niña Pastor, Laura Pausini, Abel Pintos, Rozalén, Shakira)
- 2018: Atado entre tus manos (feat. Sebastián Yatra)
- 2019: Nada va a estar bien (feat. Avionica)
- 2019: Aunque No Deba (feat. Reik)
- 2019: 3 Minutos
- 2020: Como antes
- 2020: Quédate (feat. Kany García)
- 2020: Estaré (feat. Gaby Moreno)